# Laferté-sur-Aube
Pour les articles homonymes, voir La Ferté (homonymie).
Laferté-sur-Aube est une commune française située dans le département de la Haute-Marne, en région Grand Est.

## Géographie

### Localisation
| Ville-sous-la-Ferté Aube  | Juvancourt Aube  |                       |
| Champignol-lez-Mondeville | Laferté-sur-Aube | Cirfontaines-en-Azois |
| Villars-en-Azois          | Silvarouvres     | Pont-la-Ville         |

### Hydrographie
La commune est dans la région hydrographique « la Seine de sa source au confluent de l'Oise (exclu) » au sein du bassin Seine-Normandie. Elle est drainée par l'Aube, divers bras de l'Aube, le Fossé 01 de la commune de la Ferté-sur-Aube, le Fossé 01 de la Tête de Mort, le Fossé 02 de la Maladière, le Fossé 04 de la Garenne, le Fossé 05 de la commune de la Ferté-sur-Aube, la Maze, le ruisseau de Fins et divers autres petits cours d'eau,.
L'Aube, d'une longueur de 249 km, prend sa source dans la commune d'Auberive et se jette  dans la Seine à Marcilly-sur-Seine, après avoir traversé 82 communes.

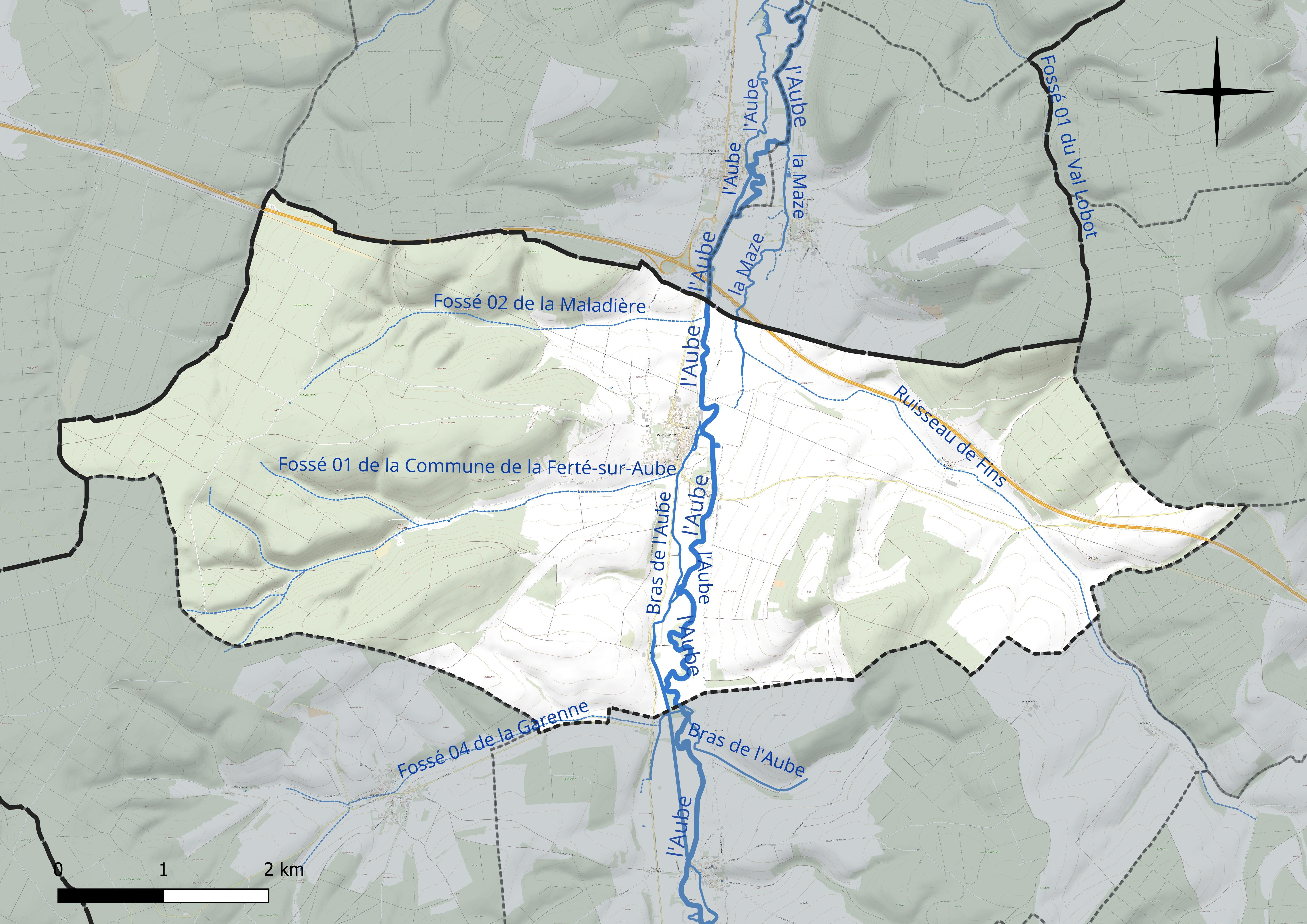
Réseau hydrographique de Laferté-sur-Aube.

### Climat
Pour des articles plus généraux, voir Climat du Grand Est et Climat de la Haute-Marne.
En 2010, le climat de la commune est de type climat des marges montargnardes, selon une étude du Centre national de la recherche scientifique s'appuyant sur une série de données couvrant la période 1971-2000. En 2020, Météo-France publie une typologie des climats de la France métropolitaine dans laquelle la commune est exposée à un climat océanique altéré et est dans la région climatique Lorraine, plateau de Langres, Morvan, caractérisée par un hiver rude (1,5 °C), des vents modérés et des brouillards fréquents en automne et hiver.
Pour la période 1971-2000, la température annuelle moyenne est de 10,5 °C, avec une amplitude thermique annuelle de 16 °C. Le cumul annuel moyen de précipitations est de 898 mm, avec 12,7 jours de précipitations en janvier et 8,8 jours en juillet. Pour la période 1991-2020, la température moyenne annuelle observée sur la station météorologique de Météo-France la plus proche, « Cunfin_sapc », sur la commune de Cunfin à 10 km à vol d'oiseau, est de 11,0 °C et le cumul annuel moyen de précipitations est de 900,4 mm. 
La température maximale relevée sur cette station est de 41 °C, atteinte le 31 juillet 1983 ; la température minimale est de −21 °C, atteinte le 17 janvier 1985,,.
Les paramètres climatiques de la commune ont été estimés pour le milieu du siècle (2041-2070) selon différents scénarios d'émission de gaz à effet de serre à partir des nouvelles projections climatiques de référence DRIAS-2020. Ils sont consultables sur un site dédié publié par Météo-France en novembre 2022.

## Urbanisme

### Typologie
Au 1er janvier 2024, Laferté-sur-Aube est catégorisée commune rurale à habitat dispersé, selon la nouvelle grille communale de densité à sept niveaux définie par l'Insee en 2022.
Elle est située hors unité urbaine. Par ailleurs la commune fait partie de l'aire d'attraction de Bar-sur-Aube, dont elle est une commune de la couronne,. Cette aire, qui regroupe 43 communes, est catégorisée dans les aires de moins de 50 000 habitants,.

### Occupation des sols
L'occupation des sols de la commune, telle qu'elle ressort de la base de données européenne d’occupation biophysique des sols Corine Land Cover (CLC), est marquée par l'importance des forêts et milieux semi-naturels (53,2 % en 2018), une proportion sensiblement équivalente à celle de 1990 (53,8 %). La répartition détaillée en 2018 est la suivante : 
forêts (53,2 %), terres arables (42,2 %), prairies (2,9 %), zones urbanisées (0,9 %), zones agricoles hétérogènes (0,8 %). L'évolution de l’occupation des sols de la commune et de ses infrastructures peut être observée sur les différentes représentations cartographiques du territoire : la carte de Cassini (XVIIIe siècle), la carte d'état-major (1820-1866) et les cartes ou photos aériennes de l'IGN pour la période actuelle (1950 à aujourd'hui).

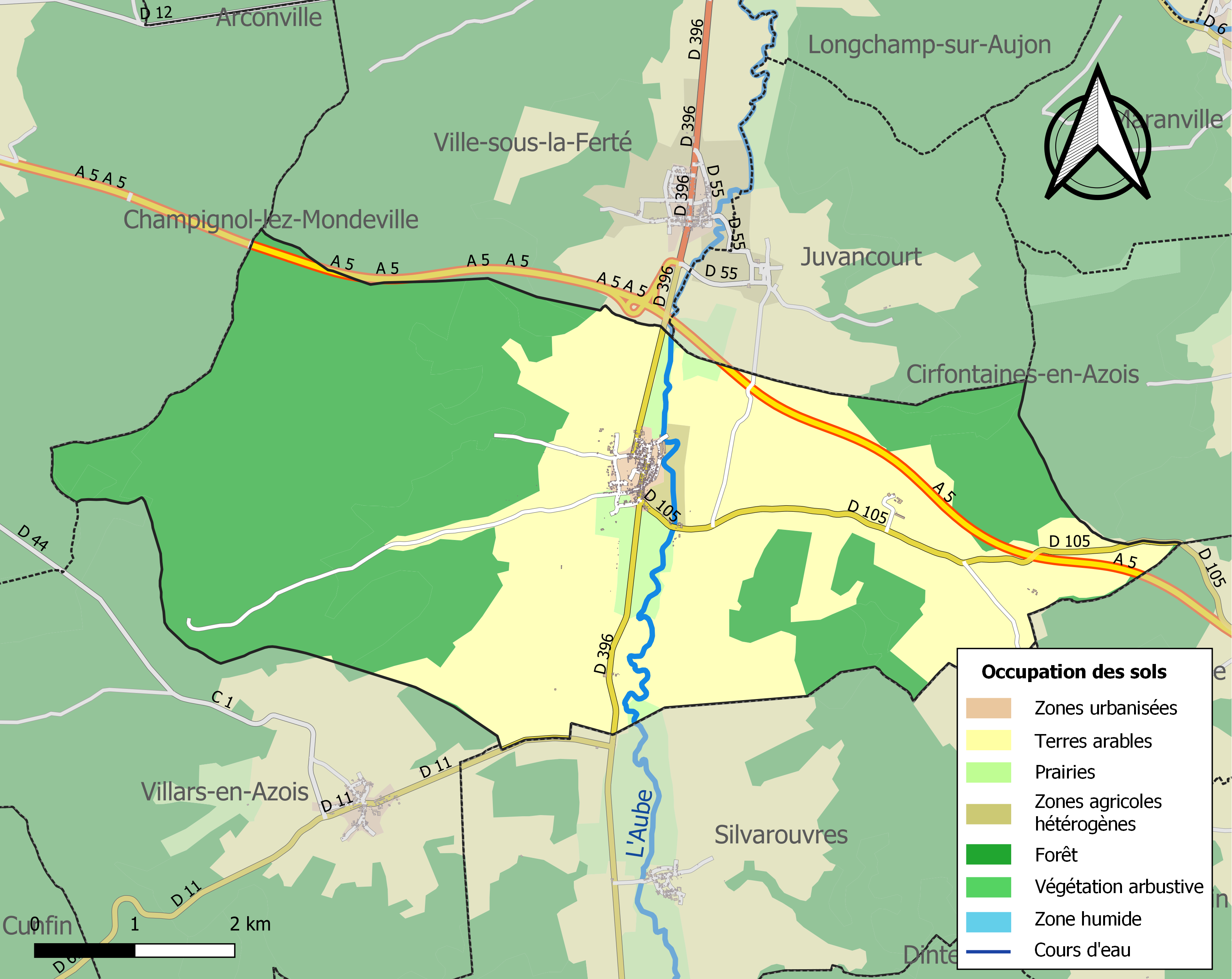
Carte des infrastructures et de l'occupation des sols de la commune en 2018 (CLC).

## Toponymie
Le nom de la localité est attesté sous les formes Firmitas (1115) ; Feritas (vers 1172) ; Firmitas super Albam (1227) ; La Ferté sor Aube (1232) ; La Ferté sur Albe (1257) ; La Ferté sur Aube (1258) ; La Ferté seur Aube (1260) ; La Ferté sus Aube (1265) ; Laffertei sour Aube (1308) ; La Fertei sus Albe (1317) ; La Fermeté, La Ferté (1326) ; Lafferté sur Aube (1317) ; Lafferté sur Aulbe (1548) ; La Fertey (1563) ; Laferté-sur-Aube (1732).

En ancien français, ferté désigne un « lieu fortifié », du latin firmitas, « solidité, consistance, fermeté », au sens de « forteresse », « place forte » ou « château fort », (fortification, rempart) permettant de tenir solidement, fermement, une position et d'en assurer la défense et la sécurité.
L’Aube est une rivière française, l'un des quatre plus gros affluents de la Seine, dont le cours suit une direction assez proche. Elle donne son nom à un département : l'Aube.

## Histoire
Les premiers documents mentionnant  l'ancienne dénomination : La Ferté-sur-Aube, remontent au Xe siècle, faisant mention d'un Achard, dont le fils Nocher Ier est le plus ancien comte de Bar-sur-Aube connu.
Au début du XIe siècle, création du prieuré de La Ferté dont les ruines en 1791 firent l'objet d'une étude par l'architecte Antoine Brigonnet qui dans son procès-verbal en estime la valeur à 3 080 livres compte tenu de son état de délabrement.
Simon de Vexin (Bar-sur-Aube.1048-Rome.1082). Tandis que les troupes du roi Philippe Ier ravagent le Valois, les troupes de Simon dévastent les terres royales. Sur les conseils du pape Grégoire VII, il renonce à cette guerre et épouse la fille du comte d'Auvergne. Plus tard, en accord avec elle, il remet ses domaines à sa sœur, la comtesse de Vermandois, et les deux époux entrent dans la vie religieuse.
En 1077, Philippe Ier s'empare du Vexin français. Simon se retire au monastère de Condat, puis, jugeant que la discipline n'y était pas suffisamment respectée, s'établit avec quelques compagnons près de la source du Doubs, au milieu des bois. Il serait à l'origine de l'établissement de nombreux prieurés entre 1075 et 1082, avec l'accord de Reynard 52e évêque de Langres, et notamment ceux de Sainte-Germaine, de Saint-Pierre à Bar-sur-Aube, de Laferté (1076), de Sylvarouvres, de Latrecey, de Saint-Léger-sous-Brienne, de Cunfin, de Montier-en-l'Isle et de Sermoise. Simon, à deux reprises, doit revenir dans le siècle, d'abord appelé par Grégoire VII en 1078 pour négocier avec Robert Guiscard duc Normand de Pouille et de Calabre, puis pour servir d'intermédiaire dans un conflit entre l'abbaye de Cluny et le roi de France Philippe Ier, à propos de biens usurpés par ce dernier à l'abbaye.
Simon part en pèlerinage en Terre sainte, puis à Rome ; c'est là, devant la Confession de saint Pierre qu'il est atteint de la maladie qui le conduit à la mort. Il reçoit les sacrements de l'Église de la main même du pape Grégoire VII. Il est béatifié. Sa statue qui domine le village de Mouthe est inaugurée en 1934 et une relique (un os de son bras) est toujours conservée à Mouthe.
En 1077, Simon de Vexin renonça à ses fiefs pour entrer en religion. Ses biens furent partagés entre le roi de France Philippe Ier (pour le Vexin français), l'évêque d'Amiens, et Herbert IV de Vermandois qui reçut le Valois et Amiens par sa femme Adélaïde.
En 1231, le comte de Champagne: Thibaut IV de Champagne affranchit les habitants de La Ferté. La charte était très libérale pour les habitants, leur accordant un maire et douze échevins, la prévôté et la basse justice, ainsi que la reconnaissance de leurs usages, le droit d'héritage, d'achat et de vente. Malgré tout cela, et les aumônes distribuées par les différentes maisons monastiques des environs la vie reste très dure avec la peste, la lèpre, jointes aux famines et aux pillages incessants des campagnes pendant les guerres successives.
Le mariage de Jeanne de Navarre (comtesse et héritière de Champagne) à Philippe IV « Le Bel » en 1284, qui scelle le rattachement du comté de Champagne à la France,
En 1360, Jean II de France érige les seigneuries de Vertus, Rosnay, Moymer et La Ferté-sur-Aube en comté de Vertus, pour en faire la dot de sa fille Isabelle de France à l'occasion de son mariage avec Jean Galéas Visconti.
Le bourg et le château sont détruits en 1434 par les Anglais et les Bourguignons et 1437 par les écorcheurs. Entre 1593 et 1597, le bourg est totalement détruit, ainsi que le château, les tours, les murailles et les portes.
Chef-lieu de canton à la Révolution, elle est rattachée à Châteauvillain.

## Politique et administration
| Période                                  | Période      | Identité         | Étiquette | Qualité |
| ---------------------------------------- | ------------ | ---------------- | --------- | ------- |
| mars 2001                                | mars 2008    | Robert Roth      |           |         |
| mars 2008                                | mars 2014    | Hélène Ormancey  |           |         |
| mars 2014                                | juillet 2020 | Jean Calvo       |           |         |
| juillet 2020                             | En cours     | Michel Deroussen |           |         |
| Les données manquantes sont à compléter. |              |                  |           |         |

## Population et société

### Démographie

#### Évolution démographique
L'évolution du nombre d'habitants est connue à travers les recensements de la population effectués dans la commune depuis 1793. Pour les communes de moins de 10 000 habitants, une enquête de recensement portant sur toute la population est réalisée tous les cinq ans, les populations de référence des années intermédiaires étant quant à elles estimées par interpolation ou extrapolation. Pour la commune, le premier recensement exhaustif entrant dans le cadre du nouveau dispositif a été réalisé en 2004.

En 2022, la commune comptait 310 habitants, en évolution de −9,09 % par rapport à 2016 (Haute-Marne : −4,62 %, France hors Mayotte : +2,11 %).
| 1793  | 1800 | 1806  | 1821  | 1831  | 1836  | 1841  | 1846  | 1851  |
| ----- | ---- | ----- | ----- | ----- | ----- | ----- | ----- | ----- |
| 1 027 | 977  | 1 078 | 1 068 | 1 147 | 1 176 | 1 165 | 1 280 | 1 273 |

| 1856  | 1861  | 1866  | 1872  | 1876  | 1881 | 1886 | 1891 | 1896 |
| ----- | ----- | ----- | ----- | ----- | ---- | ---- | ---- | ---- |
| 1 118 | 1 203 | 1 172 | 1 127 | 1 059 | 976  | 994  | 921  | 847  |

| 1901 | 1906 | 1911 | 1921 | 1926 | 1931 | 1936 | 1946 | 1954 |
| ---- | ---- | ---- | ---- | ---- | ---- | ---- | ---- | ---- |
| 778  | 698  | 657  | 599  | 628  | 574  | 570  | 521  | 500  |

| 1962 | 1968 | 1975 | 1982 | 1990 | 1999 | 2004 | 2006 | 2009 |
| ---- | ---- | ---- | ---- | ---- | ---- | ---- | ---- | ---- |
| 498  | 537  | 480  | 410  | 428  | 375  | 361  | 360  | 364  |

| 2014 | 2019 | 2022 | - | - | - | - | - | - |
| ---- | ---- | ---- | - | - | - | - | - | - |
| 342  | 311  | 310  | - | - | - | - | - | - |

## Culture locale et patrimoine

### Lieux et monuments
- Église Sainte-Marie-Madeleine (XVIIIe et XIXe siècles; architecte : François-Nicolas Lancret), inscrite à l'inventaire des monuments historiques depuis le 19 novembre 1990[24].
- Ancien château.
- Ancien moulin, usine de menuiserie.
- Moulin à foulon, usine de construction mécanique.
- Anciennes halles (deuxième quart du XIXe siècle).
- Ancienne forge comtoise (affinerie, tréfilerie), devenue la menuiserie Schoeps-Bourlier et Cie.
- Fontaine en fonte en forme de colonne cannelée surmontée d'une boule, ornée de mascarons sur le bassin[25].

### Personnalités liées à la commune
- Jérôme Carcopino (1881-1970), historien et académicien, y a séjourné durant 40 ans dans un prieuré dont il avait fait sa résidence secondaire. Mort en 1970 à Paris, il est inhumé dans le cimetière de Laferté. Son nom a été donné à une place du village.
- Olivier Chandon de Briailles, fils du comte Frédéric Chandon de Briailles, est décédé le 2 mars 1983 aux États-Unis dans un accident de voiture. Il était pilote de course. Il est inhumé au cimetière de Laferté-sur-Aube dans le caveau de famille. Le comte Chandon a possédé un manoir à Laferté-sur-Aube dans lequel il venait régulièrement se détendre[26].
- Raymond Hausslein, agrégé de lettres, chevalier de la Légion d'Honneur, ancien combattant, croix de guerre 39-45, proviseur honoraire du lycée Saint-Louis à Paris et ancien proviseur du lycée Hoche à Versailles y a possédé une maison de famille. Il a été le premier proviseur du lycée Clémenceau à REIMS qu'il a inauguré le 19 septembre 1960 en compagnie de Louis Joxe ministre de l'Education Nationale[27],[28]. Il est inhumé dans le cimetière de La Ferté.

### Héraldique
| Armes de Laferté-sur-Aube | Les armes de Laferté-sur-Aube se blasonnent ainsi : Parti : au 1) mi partie de gueules aux chaînes d'or posées en orle, croix et sautoir, chargé en cœur d'une émeraude au naturel, au 2) d'azur à la bande côtoyée de deux double cotices potencées et contre-potencées d'or ; le tout sommé d'un chef d'azur chargé d'une fleur de lys d'or accostée de deux branches de laurier du même, celle de dextre posée en bande et celle de senestre posée en barre. |